# Astemir Gordyushenko
Astemir Alexandrovich Gordyushenko (en ruso: Астеми́р Алекса́ндрович Гордюше́нко; Nalchik, 30 de marzo de 1997) es un futbolista ruso que juega en la demarcación de centrocampista para el F. C. Rodina Moscú de la Liga Nacional de Fútbol de Rusia.

## Biografía
Tras formarse como futbolista con el FK Prialit Reutov, finalmente se marchó a la disciplina del P. F. C. CSKA Moscú. Subió al primer equipo del equipo ruso en 2016, haciendo su debut el 21 de septiembre de 2016 contra el F. C. Yenisey Krasnoyarsk en la Copa de Rusia. Su debut en liga lo hizo el 2 de octubre de 2016 en un encuentro contra el F. C. Rostov. En enero de 2019 se marchó cedido al F. C. Tyumen hasta final de temporada. El 13 de febrero de 2020 abandonó definitivamente el CSKA y fichó por el F. C. Torpedo Moscú. En junio de 2022 se unió al F. C. Rodina Moscú tras haber militado la temporada anterior en el F. C. Tom Tomsk.

## Clubes
| Club                  | País  | Año       | Partidos | Goles |
| --------------------- | ----- | --------- | -------- | ----- |
| P. F. C. CSKA Moscú   | Rusia | 2016-2019 | 19       | 0     |
| F. C. Tyumen (cedido) | Rusia | 2019      | 10       | 1     |
| P. F. C. CSKA Moscú   | Rusia | 2019-2020 | 0        | 0     |
| F. C. Torpedo Moscú   | Rusia | 2020-2021 | 24       | 2     |
| F. C. Tom Tomsk       | Rusia | 2021-2022 | 36       | 2     |
| F. C. Rodina Moscú    | Rusia | 2022-     | 97       | 17    |

## Palmarés

### Campeonatos nacionales
| Título             | Club                | País  | Año  |
| ------------------ | ------------------- | ----- | ---- |
| Supercopa de Rusia | P. F. C. CSKA Moscú | Rusia | 2018 |